# Lónyay-kormány
A Lónyay-kormány a kiegyezés utáni második magyar kormány volt 1871. november 14. és 1872. december 5. között, mely a kiegyezés szellemében kormányozta az országot a Deák-pártra támaszkodva. A kormányrudat Idősebb gróf Andrássy Gyula adta át gróf Lónyay Menyhértnek, mert kinevezték az Osztrák-Magyar Monarchia külügyminiszterévé. Lónyai lemondását követően az uralkodó Szlávy Józsefet kérte fel kormányalakításra.

## Tagjai
Pártok
      Deák-párt
      Független
|  | Név                                               | Hivatal kezdete                        | Hivatal vége                           |
|  | Miniszterelnök és honvédelmi miniszter            | Miniszterelnök és honvédelmi miniszter | Miniszterelnök és honvédelmi miniszter |
|  | ------------------------------------------------- | -------------------------------------- | -------------------------------------- |
|  | Dr. gróf Lónyay Menyhért (1822–1884)              | 1871. november 14.                     | 1872. december 5.                      |
|  | Belügyminiszter                                   |                                        |                                        |
|  | Tóth Vilmos (1832–1898)                           | 1871. november 14.                     | 1872. december 5.                      |
|  | Pénzügyminiszter                                  |                                        |                                        |
|  | Kerkapoly Károly (1824–1891)                      | 1871. november 14.                     | 1872. december 5.                      |
|  | Igazságügy-miniszter                              |                                        |                                        |
|  | Bittó István (1822–1903)                          | 1871. november 14.                     | 1872. szeptember 4.                    |
|  | Pauler Tivadar (1816–1886)                        | 1872. szeptember 4.                    | 1872. december 5.                      |
|  | Király személye körüli miniszter                  |                                        |                                        |
|  | báró Wenckheim Béla (1811–1879)                   | 1871. november 14.                     | 1872. december 5.                      |
|  | Vallás- és közoktatásügyi miniszter               |                                        |                                        |
|  | Pauler Tivadar (1816–1886)                        | 1871. november 14.                     | 1872. szeptember 4.                    |
|  | Trefort Ágoston (1817–1888)                       | 1872. szeptember 4.                    | 1872. december 5.                      |
|  | Földmívelés-, ipar- és kereskedelemügyi miniszter |                                        |                                        |
|  | Szlávy József (1818–1900)                         | 1871. november 14.                     | 1872. december 5.                      |
|  | Közmunka- és közlekedésügyi miniszter             |                                        |                                        |
|  | gróf Tisza Lajos (1832–1898)                      | 1871. november 14.                     | 1872. december 5.                      |
|  | Horvát–dalmát–szlavón tárca nélküli miniszter     |                                        |                                        |
|  | gróf Pejácsevich Péter (1804–1887)                | 1871. november 14.                     | 1872. december 5.                      |